# Vladimír Werner
Vladimír Werner (24. července 1937 Brno – 1. října 2010 Brno) byl český hudební skladatel, hudební pedagog, varhaník a klavírista.

## Život
Nejprve vystudoval strojírenství na střední průmyslové škole (1952–1956). V roce 1955 začal studovat na brněnské konzervatoři hru na varhany ve třídě Vladimíra Hawlíka (absolvoval 1961) a o rok později kompozici u Zdeňka Blažka (absolutorium 1962). Na konzervatoři byl jeho spolužákem skladby Evžen Zámečník. Roku 1971 začal vyučovat hudební teorii na konzervatoři v Brně, pedagogicky tam působil až do roku 1981. Poté pracoval ve svobodném povolání jako skladatel. Na brněnskou konzervatoř se jako pedagog vrátil po roce 1989 a vydržel tam až do roku 2007. Mezi lety 1959–1967 působil jako regenschori a varhaník v brněnském kostele Neposkvrněného Početí Panny Marie v Křenové ulici. Působil také jako divadelní dirigent a korepetitor v brněnském Divadle bratří Mrštíků, pro nějž psal i scénickou hudbu.

## Dílo
Psal symfonická díla inspirovaná Honeggerem a Martinů v neoklasicistním stylu, dále také nemalé množství varhanních a vokálních skladeb. Skládal též scénická díla, mimo jiné i pro Československý rozhlas, za něž získal v roce 1972 ocenění na přehlídce Skupova Plzeň a roku 1978 cenu Prix Bohemia.

### Koncertantní a symfonická hudba
- 1. symfonie (1966), čerpá z odkazu neoklasicismu
- 2. symfonie (1980–1983)
- třívětý Koncert pro dva lesní rohy, varhany a orchestr (1965)
- Koncert pro klavír a orchestr (1967)
- Concertino pro varhany, žestě a bicí (1971) - třívětá koncertantní skladba
- třívětá Koncertantní symfonieta pro dechové kvinteto a orchestr s výraznou složkou bicích nástrojů (tympány, blocchi di legno, xylofon), cembalem, klavírem a harfou (1971)[2]
- Expectatio pro symfonický orchestr (1974). Premiérováno na brněnském stadionu Symfonickým orchestrem konzervatoře Brno pod taktovkou Aleše Podařila, snaha o postižení nové zvukovosti.[3]
- Concerto da camera pro fagot a smyčcový orchestr (1979)
- Koncert pro hoboj a orchestr (1980), oceněný roku 1981 Cenou Leoše Janáčka

### Komorní hudba
- Preludia pro čtyři lesní rohy (1963)
- Toccata pro pikolu, dechové nástroje, klavír a bicí (1964)
- Divertimento pro devět dechových nástrojů (1965)
- Sonáta pro hoboj a harfu (1966)
- Arabesky, duo pro klarinet a klavír (1984)

### Hudba pro sólové nástroje
- Suita pro klavír (1960)
- Toccata pro varhany, částečně vycházející z dodekafonie, střídající akordickou a triovou sazbu (1964)
- Sequentiae per organo, pětidílný cyklus čerpající z gregoriánských sekvencí (části Lauda Sion, Stabat Mater, Dies irae, Veni sancte Spiritus, Victimae paschali laudes), jejichž témata autor augumentuje, diminuuje, inverzuje (1970)
- Invence pro klavír (1980)
- Invokace pro varhany, složená ze dvou dílů: toccaty a passacaglie (1983)

### Scénická a vokální hudba
- Kolotoč, cyklus dětských sborů na slova Ilony Borské a Ivo Štuky (1965)
- Milostné madrigaly, smíšený sbor na slova Mattea Boiarda (1968)
- Můj deštník je jako balón, loutková opera na libreto Pavla Vašíčka (1974)
- Motýl mi sedl na ruku, cyklus písní pro baryton a 4 lesní rohy na slova Stanislava Kostky Neumanna (1975)
- Malá půlnoční hudba, rondel pro smíšený sbor a cappella na slova Josefa Kainara (1978)